# Horvátországi albánok
A horvátországi albánok kisebbségi népcsoport Horvátországban, Horvátország alkotmánya által elismert őshonos nemzeti kisebbség. Ebben a minőségükben különleges képviselővel rendelkeznek a horvát parlamentben, akit négy másik nemzeti kisebbséggel közösen választanak. Az albán nyelvet elismerik Horvátországban.
A 2011-es népszámláláskor Horvátországban 17 513 albán élt, ami a teljes népesség 0,41%-ának felel meg. Többségük muszlim (9594 fő vagyis 54,8%) és katolikus (7109 fő vagyis 40,6%).

## Történelem
Az albánokról a 11. század első feléből maradt fenn a legkorábbi forrás; ekkoriban elsősorban a mai Koszovó, Észak-Albánia és Montenegró hegyvidékein laktak, utóbb fokozatosan a mai Albánia felé irányultak. A 14. századtól kezdve a síkságokra is leereszkedtek. A velencei illetve török uralom idején a jelenlegi Albánia és Horvátország területe közös uralom alatt volt, így belső vándorlásról volt szó. Ezt jellemzően gazdasági okok motiválták. Később, a török elleni háborúk idején az albánok azért költöztek Horvátország már felszabadult területeire, hogy elkerüljék a katonai szolgálatot, illetve az iszlám hitre térést. A Zára környék katolikus albánok 1726 és 1733 között telepedtek le Vincenc Zmajevic érsek támogatásával.
Az 1712–1714 között Likában és Krbavában a horvátországi vlachok körében végzett összeírás során, és más dokumentumokban több albán gyökerű nevet jegyeztek fel. Ilyenek például az "-aj" (Bulaja, Mataija, Šolaja, Saraja, Suknajić, Rapajić) illetve "-ez" (Kokez, Kekez, Ivez, Malez) képzővel ellátottak és más nevek (Šimleša, Šimrak, Šinđo/a/n, Šintić, Kalember, Flego, Macura, Cecić, Kekić, Zotović).
1945 után, a Jugoszláv Szövetségi Népköztársaság idején a koszovói és albánok a jobb életkörülmények reményében telepedtek át a többi tagköztársaságba.
Jakša Raguž, a horvát Történeti Intézet doktora szerint a horvátországi háborúban közel háromezer albán harcolt a horvát hadseregben vagy horvát csapatokban, közülük 87-en estek el. A horvát oldalon harcoló albánok között voltak Rahim Ademi és Agim Çeku tábornokok.

## Népesség
A 2011-es népszámláláskor 17 513 albán élt Horvátországban, ami a teljes népesség 0,41%-ának felel meg. 2001-ben az albánok száma 15 082 volt, arányuk csak 0,34%.
Az összes horvátországi albánból 9594 fő (54,8%) muszlim, 7109 fő (40,6%) római katolikus. 17 fő más keresztény felekezethez tartozik, a fennmaradó 793 fő részben ateista, részben agnosztikus, részben nem nyilatkozik a vallási hovatartozásáról vagy más vallású.
A legtöbb albán Isztriában (2393 fő), Dalmáciában (1025), Zárában (908) illetve a horvát tengerpart északi részén (2410) lakik, illetve a fővárosban (4292).
| Megye vagy régió             | Albánok száma 2001-ben | % 2001 | Albánok száma 2011-ben | % 2011 |
| ---------------------------- | ---------------------- | ------ | ---------------------- | ------ |
| Zágráb város                 | 3389                   | 0,43%  | 4292                   | 0,54%  |
| Tengermellék-Hegyvidék megye | 2063                   | 0,68%  | 2410                   | 0,81%  |
| Isztria megye                | 2032                   | 0,98%  | 2393                   | 1,15%  |
| Split-Dalmácia megye         | 900                    | 0,19%  | 1025                   | 0,23%  |
| Eszék-Baranya megye          | 858                    | 0,26%  | 865                    | 0,28%  |
| Zágráb megye                 | 835                    | 0,27%  | 921                    | 0,29%  |
| Belovár-Bilogora megye       | 755                    | 0,57%  | 743                    | 0,62%  |
| Zára megye                   | 629                    | 0,39%  | 908                    | 0,63%  |
| Sziszek-Monoszló megye       | 511                    | 0,28%  | 576                    | 0,33%  |
| Vukovár-Szerém megye         | 487                    | 0,24%  | 492                    | 0,27%  |
| Dubrovnik-Neretva megye      | 328                    | 0,27%  | 408                    | 0,33%  |
| Šibenik-Knin megye           | 322                    | 0,29%  | 379                    | 0,35%  |
| Varasd megye                 | 304                    | 0,16%  | 264                    | 0,15%  |
| Károlyváros megye            | 300                    | 0,21%  | 340                    | 0,26%  |
| Kapronca-Kőrös megye         | 285                    | 0,23%  | 249                    | 0,22%  |
| Bród-Szávamente megye        | 285                    | 0,16%  | 315                    | 0,20%  |
| Verőce-Drávamente megye      | 229                    | 0,25%  | 234                    | 0,28%  |
| Muraköz megye                | 185                    | 0,16%  | 200                    | 0,18%  |
| Pozsega-Szlavónia megye      | 146                    | 0,17%  | 196                    | 0,25%  |
| Krapina-Zagorje megye        | 129                    | 0,09%  | 132                    | 0,10%  |
| Lika-Zengg megye             | 110                    | 0,20%  | 171                    | 0,34%  |
| Horvátország                 | 15 082                 | 0,34%  | 17 513                 | 0,41%  |

## Szervezetek
Az egyedüli politikai párt, amely a horvátországi albánokat képviseli a 'Horvátországi Albánok Szövetsége' ( albán nyelven Unioni i Shqiptarëve të Kroacisë, horvát nyelven Unija Albanaca u Hrvatskoj), amelyet Ermina Lekaj Prljaskaj vezet; 2011 óta ő a bosnyák, szlovén, macedón, albán és montenegrói kisebbséget képviselője a horvát parlamentben.
A horvátországi albánok több kulturális egyesülettel rendelkeznek; a nemzeti identitás megőrzését szolgáló tevékenységüket a horvát állami költségvetésből támogatják. 2017-ben a támogaáti összeg 674 000 horvát kuna volt.

## Híres horvátországi albánok
- Gjon Gazulli (1400–1465) dominikánus szerzetes, humanista tudós, diplomata
- Giovanni Renësi(wd) (1567–?) zsoldoskapitány[15][16]
- Nikola Spanić(wd) (1633–1707) római katolikus prelátus
- Ivo Perović(wd) (1882–1958) Jugoszlávia régense II. Péter kiskorúsága idején
- Janko Šimrak(wd) (1883–1946) a Kőrösi görögkatolikus egyházmegye püspöke
- Giacomo Vuxani(wd) (1886–1964) politikus
- Marie Kraja (1911–1999) operaénekes
- Aleksandar Stipčević(wd) (1930–2015) régész, bibliográfus, könyvtáros, történész
- Pavle Dešpalj(wd) (1934–) zeneszerző, karmester)[17]
- Ivan Prenđa(wd) (1939–2010) római katolikus pap, Zára érseke
- Nikola Kekić(wd) (1943–) a Kőrösi görögkatolikus egyházmegye püspöke
- Valter Dešpalj(wd) (1947–) csellóművész, a Zágrábi Zeneakadémia tanára
- Rahim Ademi (1954–) katonatiszt
- Božidar Kalmeta(wd) (1958–) politikus
- Valter Flego(wd) (1972–) politikus

## Fordítás
- Ez a szócikk részben vagy egészben  az   Albanians of Croatia című angol Wikipédia-szócikk ezen változatának fordításán alapul.  Az eredeti cikk szerkesztőit annak laptörténete sorolja fel. Ez a jelzés csupán a megfogalmazás eredetét és a szerzői jogokat jelzi, nem szolgál a cikkben szereplő információk forrásmegjelöléseként.
- Ez a szócikk részben vagy egészben  a   List of Croat Albanians című angol Wikipédia-szócikk ezen változatának fordításán alapul.  Az eredeti cikk szerkesztőit annak laptörténete sorolja fel. Ez a jelzés csupán a megfogalmazás eredetét és a szerzői jogokat jelzi, nem szolgál a cikkben szereplő információk forrásmegjelöléseként.